# Oranienburg
Oranienburg è una città di 48 492 abitanti del Brandeburgo, in Germania.
È il capoluogo, e il centro maggiore, del circondario dell'Oberhavel, e costituisce un centro di livello intermedio della regione metropolitana Berlino/Brandeburgo.
Oranienburg possiede lo status di "Grande città di circondario" (Große kreisangehörige Stadt).

## Geografia fisica
Oranienburg si trova circa 30 km a nord di Berlino, a cui è collegata tramite la ferrovia e la linea S1 della S-Bahn.
Ad est della città si trova il Lehnitzer See. A nord vaste foreste.

## Storia
Fino al 1993 Oranienburg è stata capoluogo del circondario omonimo, poi confluito assieme al circondario di Gransee nell'Oberhavel.

## Società

### Evoluzione demografica
- Sviluppo della popolazione dal 1875 entro gli attuali confini (linea blu: popolazione; linea puntata: confronto dello sviluppo della popolazione dello stato del Brandenburgo; sfondo grigio: ai tempi del governo nazista; sfondo rosso: al tempo del governo comunista).
- Sviluppo recente della popolazione (linea blu) e previsioni.

## Campo di concentramento di Sachsenhausen

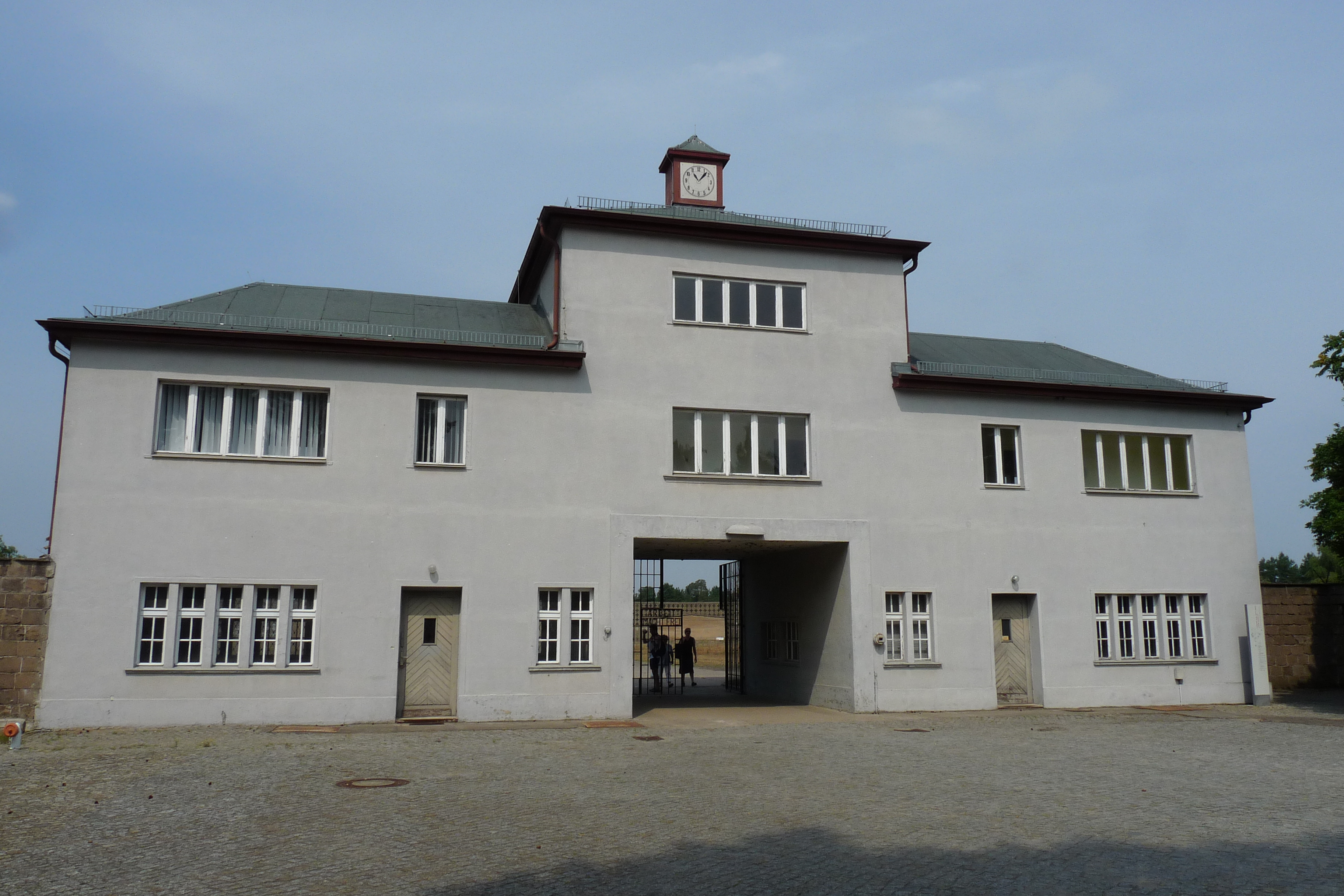
Il campo di concentramento di Sachsenhausen.

Nel quartiere di Sachsenhausen sorgeva l'omonimo campo di concentramento nazista, usato inizialmente (1933-34) dalle S.A. (Sturmabteilung) di Ernst Röhm per i detenuti politici.
Dal 1936 al 1945 passò sotto il controllo diretto delle SS.
Dal 1945 al 1950 fu campo di concentramento sovietico.
Dal 1955 Sachsenhausen è un sito monumentale alla memoria.

## Geografia antropica
Alla città di Oranienburg appartengono le frazioni (Ortsteil) di Friedrichsthal, Germendorf, Lehnitz, Malz, Sachsenhausen, Schmachtenhagen, Wensickendorf e Zehlendorf.

## Amministrazione

### Gemellaggi
Oranienburg è gemellata con:
- Bagnolet, dal 1964
- Mělník, dal 1974
- Hamm, dal 1990
- Vught, dal 2000
- Villingen-Schwenningen, dal 2014

Oranienburg intrattiene rapporti d'amicizia con:
- Friedrichsthal
- Oranienbaum